# Vin santo

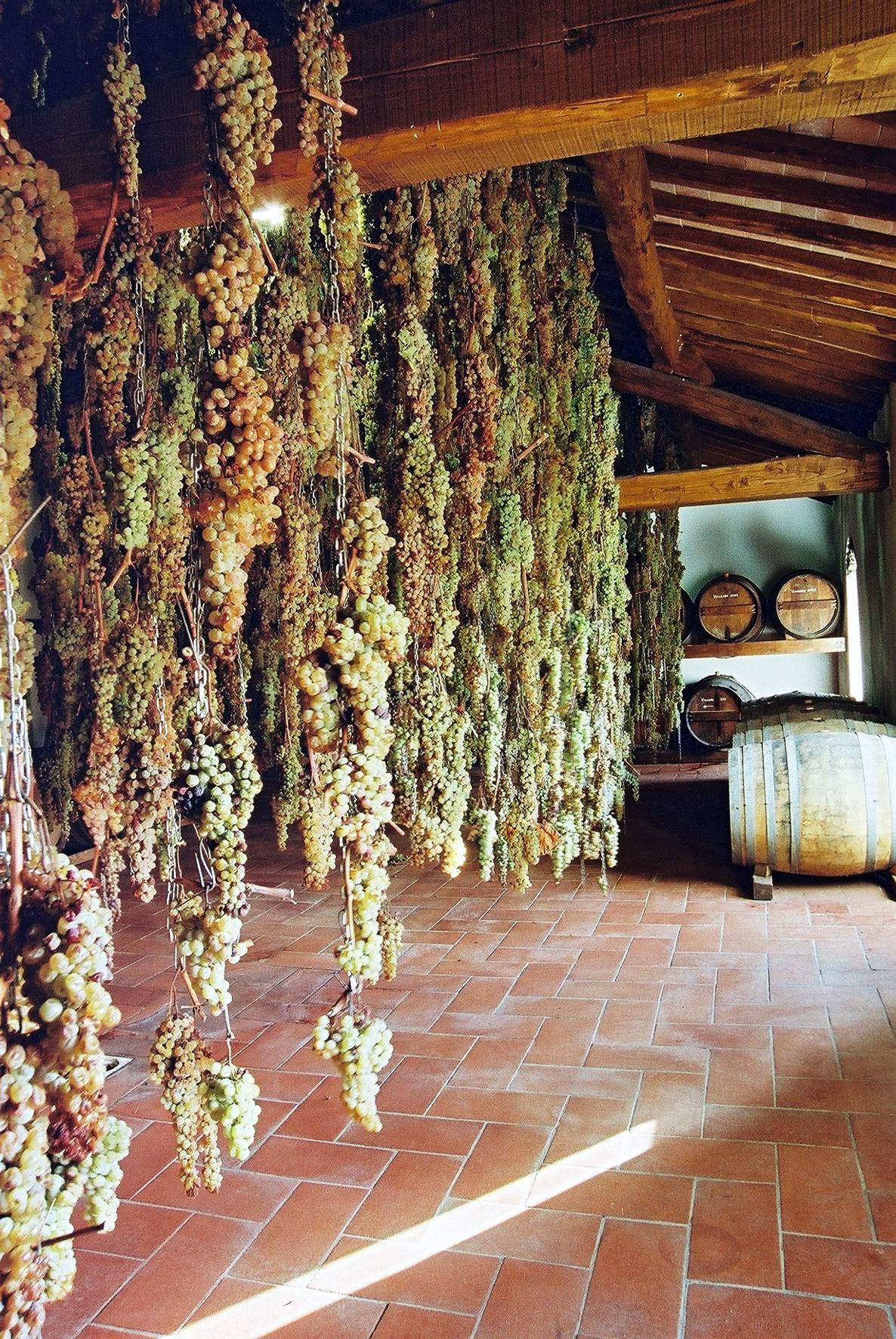
Malvasia- en trebbiano-druiven hangen te drogen ten behoeve van de vin santo.

Vin santo, vinsanto of vino santo (letterlijk heilige wijn vanwege het vroeger gebruik als miswijn) is een Toscaanse dessertwijn die wordt gemaakt van ingedroogde druiven. Meestal worden de druiven trebbiano en malvasia voor deze wijn gebruikt. De druiven worden op een goed geventileerde plaats onder het dak of op stromatten gedroogd. Het sap wordt geperst en met most van de vorige oogst in kleine vaatjes gedaan. Daarna laat men de wijn enkele jaren rijpen. Tegenwoordig wordt door grote wijnbedrijven ook op industriële wijze, dus niet volgens dit oude ambachtelijke procedé, vin santo geproduceerd. De ambachtelijke vin santo wordt door kenners echter hoger geapprecieerd.
De gebieden waar vin santo wordt geproduceerd worden beschermd met de aanduiding Denominazione di origine controllata (DOC) en (DOCG) Denominazione di origine controllata e garantita
Vin santo wordt in Toscane geregeld tezamen met cantuccini als dessert geserveerd.
De eigenlijke oorsprong van vin santo is echter in Griekenland te zoeken, waar deze wijn op de beschreven manier werd gemaakt van de assyrtico-druiven op het eiland Santorini. De Venetianen waren overdonderd door de aangename smaak van deze wijn en hebben dit dan overgenomen om de Italiaanse vin santo te maken.